# Сиротинський Андрій Степанович
Андрі́й Степа́нович Сироти́нський — солдат Збройних сил України, учасник російсько-української війни.

## З життєпису
Стрілець-навідник екіпажу БТР-80, Львівській 80-й аеромобільній бригаді. 13 квітня його підрозділ на марші в Луганській області був обстріляний зі стрілецької зброї. Також підрозділ охороняв базовий табір поблизу Ізюму, обороняв блокпости біля Слов'янська.
Кінцем липня десантники отримали наказ — зустріти біля села Григорівка та супроводити колону військової техніки й забезпечення, бійці закріпилися в селі та обладнали оборонні позиції. Вранці місцевий мешканець попередив, що в їхньому напрямі рухається кілька десятків терористів й танк. Його БТР стояв першим в напрямі наступу терористів. Танк терористів відкрив вогонь по бронетранспортеру, відділення зайняло кругову оборону, почала наступ ворожа піхота. Терористи переважали чисельно, тому командир групи наказав з боєм відійти до основних сил. Відходили через подвір'я, за однією з огорож переховувався терорист, він вистрелив з автомата чергою по українських військовиках, не встигнувши добре прицілитись. Одна з куль застрягла в нозі Сиротинського, друга пройшла навиліт, солдату Дмитру Булачку роздробила кістку. Після прибуття підмоги атаку терористів відбито.
Після поранення одужував у Військово-медичному клінічному центрі Південного регіону в Одесі. Лікарі дістали кулю, яка застрягла впритул до нерва.

## Нагороди та вшанування
29 вересня 2014 року — за особисту мужність і героїзм, виявлені у захисті державного суверенітету та територіальної цілісності України, вірність військовій присязі під час російсько-української війни, відзначений — нагороджений орденом «За мужність» III ступеня.